# Prefettura apostolica di Misurata
La prefettura apostolica di Misurata (in latino: Praefectura Apostolica Misuratensis) è una sede della Chiesa cattolica in Libia. La sede è vacante.

## Territorio
La prefettura apostolica comprende il territorio dell'ex provincia di Misurata.

## Storia
La prefettura apostolica è stata eretta il 22 giugno 1939 con la bolla Quo intra Libyae di papa Pio XII, ricavandone il territorio dal vicariato apostolico della Tripolitania, che contestualmente ha assunto il nome di vicariato apostolico di Tripoli. Affidata originariamente al clero secolare, la sede non vide tuttavia la nomina del primo prefetto apostolico fino al 1948, quando tutta la Chiesa in Libia fu affidata all'Ordine dei frati minori.
Dal 1969 è amministrata dal vicario apostolico di Tripoli.

## Cronotassi dei prefetti
Si omettono i periodi di sede vacante non superiori ai 2 anni o non storicamente accertati.
- Sede vacante (1939-1948)

- Vitale Bonifacio Bertoli, O.F.M. † (20 febbraio 1948 - 5 aprile 1951 nominato vicario apostolico di Tripoli[1])
- Illuminato Colombo, O.F.M. † (20 aprile 1951 - 2 dicembre 1957 deceduto)
- Guido Attilio Previtali, O.F.M. † (5 dicembre 1958 - 26 giugno 1969 nominato vicario apostolico di Tripoli[2])
  - Sede vacante
  - Sede amministrata dai vicari apostolici di Tripoli dal 1969

## Statistiche
La prefettura apostolica nel 1969 su una popolazione di 291.100 persone contava 1.100 battezzati, corrispondenti allo 0,4% del totale.
Per le statistiche più recenti è inclusa nel vicariato apostolico di Tripoli.
| anno | popolazione | popolazione | popolazione | presbiteri | presbiteri | presbiteri | presbiteri                | diaconi | religiosi | religiosi | parrocchie |
| anno | battezzati  | totale      | %           | numero     | secolari   | regolari   | battezzati per presbitero | diaconi | uomini    | donne     | parrocchie |
| ---- | ----------- | ----------- | ----------- | ---------- | ---------- | ---------- | ------------------------- | ------- | --------- | --------- | ---------- |
| 1969 | 1.100       | 291.100     | 0,4         | 5          |            | 5          | 220                       |         | 5         | 20        | 4          |